# Actinote
Actinote es un género de lepidópteros perteneciente a la familia Nymphalidae. Es originario de Sudamérica.

## Especies[1]
- thallia grupo de especies
  - Actinote alalia (C. & R. Felder, 1860)
  - Actinote bonita (Penz, 1996)
  - Actinote catarina (Penz, 1996)
  - Actinote carycina (Jordan, 1913)
  - Actinote conspicua (Jordan, 1913)
  - Actinote dalmeidai (Francini, 1996)
  - Actinote discrepans (d'Almeida, 1958)
  - Actinote eberti (Francini, Freitas & Penz, 2004)
  - Actinote furtadoi (Paluch, Casagrande & Mielke, 2006)
  - Actinote genitrix (d'Almeida, 1922)
  - Actinote guatemalena (Bates, 1864)
    - Actinote guatemalena guerrerensis
    - Actinote guatemalena veraecrucis

  - Actinote lapitha (Staudinger, 1885)
  - Actinote latior (Jordan, 1913)
  - Actinote melampeplos (Godman & Salvin, 1881)
  - Actinote melanisans (Oberthür, 1917)
  - Actinote mielkei (Paluch & Casagrande, 2006)
  - Actinote mirnae (Paluch & Mielke, 2006)
  - Actinote morio (Oberthür, 1917)
  - Actinote pallescens (Jordan, 1913)
  - Actinote parapheles (Jordan, 1913)
  - Actinote pellenea (Hübner, 1821)
  - Actinote pratensis (Francini, Freitas & Penz, 2004)
  - Actinote pyrrha (Fabricius, 1775)
  - Actinote quadra (Schaus, 1902)
  - Actinote rhodope (d'Almeida, 1923)
  - Actinote rufina (Oberthür, 1917)
  - Actinote surima (Schaus, 1902)
  - Actinote thalia (Linnaeus, 1758)
  - Actinote zikani (d'Almeida, 1951)

- mamita grupo de especies
  - Actinote mamita (Burmeister, 1861)
  - ''Actinote canutia (Hopffer, 1874)